# Walter Peceniski
Walter Peceniski, conhecido como "O Anjo dos Encontros" (São Paulo, 16 de dezembro de 1963), é um apresentador de programas de rádio e televisão. Walter Peceniski ficou conhecido nacionalmente pelo seu trabalho voluntário de localizar e reencontrar famílias perdidas.
Walter trabalhou por anos no ramo jurídico, e em uma reviravolta em sua vida, começou com o trabalho voluntário de ajudar outras famílias. Walter Peceniski já reencontrou mais de 17.000 pessoas que estavam desaparecidas.
Em 2016, Walter lançou seu primeiro livro, O Anjo dos Encontros, com prefácio escrito pelo apresentador Gugu Liberato. No livro, ele conta sua história e como encontrou sua missão com a vida.
Walter começou no Superpop, da RedeTV!, e passou por diversos programas de televisão, trabalhando ao lado de grandes figuras como Gugu Liberato, Eliana, Catia Fonseca, José Luiz Datena e muitos outros. Hoje, Walter está no programa Melhor da Tarde com Catia Fonseca, da Band.

## Rádio e televisão

### Rádio
- Band FM
- Rádio Globo
- Rádio Capital
- Rádio Record

### Televisão
- Brasil Urgente
- Melhor da Tarde com Catia Fonseca
- Domingo Legal
- Eliana
- Programa do Ratinho
- Casos de Família